# Division 1 1983-84
La Division 1 1983-84 fue la 45ª temporada del fútbol francés profesional. Girondins de Bordeaux resultó campeón con 54 puntos, obteniendo su segundo título.

## Equipos participantes
| Equipo              | Ciudad        | Estadio                 |
| ------------------- | ------------- | ----------------------- |
| AJ Auxerre          | Auxerre       | L'Abbé-Deschamps        |
| SEC Bastia          | Bastia        | Armand Cesari           |
| FCG Bordeaux        | Burdeos       | Jacques Chaban-Delmas   |
| Stade Brest         | Brest         | Francis-Le Blé          |
| Stade Laval         | Laval         | Francis Le Basser       |
| RC Lens             | Lens          | Félix Bollaert          |
| Lille OSC           | Lille         | Grimonprez Jooris       |
| FC Metz             | Metz          | Saint-Symphorien        |
| AS Monaco FC        | Mónaco        | Luis II                 |
| AS Nancy            | Nancy         | Marcel Picot            |
| FC Nantes           | Nantes        | La Beaujoire            |
| Nîmes Olympique     | Nimes         | Jean-Bouin              |
| Paris Saint-Germain | París         | Parque de los Príncipes |
| Stade Rennes        | Rennes        | Roazhon Park            |
| FC Rouen            | Ruan          | Robert Diochon          |
| AS Saint-Étienne    | Saint-Étienne | Geoffroy-Guichard       |
| FC Sochaux          | Sochaux       | Auguste Bonal           |
| RC Strasbourg       | Estrasburgo   | La Meinau               |
| Sporting Toulon Var | Tolón         | Bon Rencontre           |
| Toulouse FC         | Toulouse      | Stadium de Toulouse     |

## Tabla de posiciones
| Pos. | Equipo              | Pts. | PJ | G  | E  | P  | GF | GC | Dif. | Clasificación                                |
| ---- | ------------------- | ---- | -- | -- | -- | -- | -- | -- | ---- | -------------------------------------------- |
| 1    | Bordeaux (C)        | 54   | 38 | 23 | 8  | 7  | 72 | 33 | +39  | Clasificado a la Copa de Campeones de Europa |
| 2    | Monaco              | 54   | 38 | 22 | 10 | 6  | 58 | 29 | +29  | Clasificado a la Copa de la UEFA             |
| 3    | Auxerre             | 49   | 38 | 21 | 7  | 10 | 59 | 33 | +26  | Clasificado a la Copa de la UEFA             |
| 4    | Paris Saint-Germain | 47   | 38 | 18 | 11 | 9  | 56 | 37 | +19  | Clasificado a la Copa de la UEFA             |
| 5    | Toulouse            | 45   | 38 | 19 | 7  | 12 | 57 | 41 | +16  |                                              |
| 6    | Nantes              | 45   | 38 | 18 | 9  | 11 | 46 | 32 | +14  |                                              |
| 7    | Sochaux             | 41   | 38 | 14 | 13 | 11 | 46 | 34 | +12  |                                              |
| 8    | Strasbourg          | 39   | 38 | 11 | 17 | 10 | 36 | 38 | −2   |                                              |
| 9    | Lille               | 37   | 38 | 13 | 11 | 14 | 49 | 49 | 0    |                                              |
| 10   | Bastia              | 36   | 38 | 14 | 8  | 16 | 36 | 43 | −7   |                                              |
| 11   | Laval               | 36   | 38 | 12 | 12 | 14 | 29 | 36 | −7   |                                              |
| 12   | Metz                | 35   | 38 | 13 | 9  | 16 | 49 | 53 | −4   | Clasificado a la Recopa de Europa            |
| 13   | Lens                | 35   | 38 | 14 | 7  | 17 | 57 | 66 | −9   |                                              |
| 14   | Rouen               | 34   | 38 | 13 | 8  | 17 | 42 | 40 | +2   |                                              |
| 15   | Nancy               | 32   | 38 | 10 | 12 | 16 | 38 | 53 | −15  |                                              |
| 16   | Toulon              | 32   | 38 | 12 | 8  | 18 | 39 | 60 | −21  |                                              |
| 17   | Brest               | 31   | 38 | 9  | 13 | 16 | 36 | 47 | −11  |                                              |
| 18   | Saint-Étienne (D)   | 30   | 38 | 11 | 8  | 19 | 31 | 52 | −21  | Acceso a promoción de permanencia            |
| 19   | Nîmes (D)           | 25   | 38 | 6  | 13 | 19 | 36 | 70 | −34  | Descenso a Division 2                        |
| 20   | Rennes (D)          | 23   | 38 | 8  | 7  | 23 | 39 | 65 | −26  | Descenso a Division 2                        |

 Fuente: footballdatabase.eu

## Resultados
| Local \ Visitante   | AUX | BAS | BOR | BRE | LAV | LEN | LIL | MET | MOC | NAC | NAT | NIM | PSG | REN | ROU | STE | SOC | STR | TON | TOL |
| ------------------- | --- | --- | --- | --- | --- | --- | --- | --- | --- | --- | --- | --- | --- | --- | --- | --- | --- | --- | --- | --- |
| Auxerre             | —   | 1–1 | 1–4 | 5–0 | 3–0 | 4–0 | 2–0 | 6–1 | 0–0 | 4–0 | 1–0 | 0–0 | 1–2 | 1–0 | 1–0 | 1–0 | 2–0 | 3–0 | 1–1 | 1–1 |
| Bastia              | 1–0 | —   | 1–3 | 2–1 | 3–0 | 2–2 | 1–0 | 1–0 | 0–1 | 0–1 | 1–0 | 1–1 | 1–1 | 2–1 | 0–0 | 2–1 | 0–2 | 4–2 | 1–0 | 3–2 |
| Bordeaux            | 4–1 | 2–1 | —   | 1–1 | 0–0 | 3–2 | 5–2 | 1–1 | 0–2 | 2–1 | 1–0 | 4–0 | 2–1 | 4–1 | 3–1 | 7–0 | 3–0 | 2–0 | 1–0 | 0–0 |
| Brest               | 2–0 | 3–0 | 0–0 | —   | 1–0 | 2–1 | 1–1 | 0–2 | 0–1 | 1–1 | 0–1 | 2–0 | 2–2 | 1–1 | 1–0 | 3–2 | 0–0 | 0–0 | 5–2 | 0–1 |
| Laval               | 1–0 | 1–0 | 0–1 | 2–1 | —   | 3–0 | 3–1 | 1–0 | 2–0 | 1–1 | 0–1 | 1–0 | 2–0 | 2–0 | 0–0 | 1–1 | 1–1 | 1–1 | 0–2 | 1–0 |
| Lens                | 1–3 | 1–0 | 3–1 | 3–2 | 2–1 | —   | 4–2 | 3–2 | 3–1 | 3–1 | 2–2 | 0–0 | 0–3 | 0–1 | 4–2 | 2–1 | 1–0 | 2–2 | 5–1 | 0–1 |
| Lille               | 1–2 | 0–0 | 1–1 | 2–1 | 1–0 | 3–1 | —   | 2–0 | 1–1 | 2–0 | 2–0 | 1–0 | 1–0 | 2–0 | 0–1 | 1–1 | 1–2 | 1–1 | 4–2 | 0–0 |
| Metz                | 1–2 | 1–0 | 0–0 | 1–0 | 0–0 | 3–0 | 1–0 | —   | 0–4 | 1–2 | 2–1 | 2–1 | 1–1 | 6–0 | 1–1 | 1–0 | 3–1 | 0–1 | 2–0 | 1–3 |
| Monaco              | 0–1 | 1–0 | 2–1 | 2–0 | 3–0 | 3–1 | 1–1 | 2–2 | —   | 1–1 | 3–0 | 5–1 | 0–1 | 3–2 | 1–0 | 3–1 | 1–1 | 1–0 | 1–0 | 2–3 |
| Nancy               | 0–1 | 1–3 | 0–2 | 1–1 | 0–0 | 2–0 | 1–2 | 2–1 | 1–1 | —   | 0–1 | 2–1 | 1–2 | 1–3 | 2–0 | 2–0 | 0–0 | 3–2 | 2–2 | 2–0 |
| Nantes              | 1–2 | 1–0 | 0–1 | 4–0 | 3–1 | 0–0 | 2–1 | 2–1 | 0–0 | 2–1 | —   | 4–0 | 3–1 | 3–1 | 3–0 | 1–0 | 1–1 | 1–1 | 1–0 | 3–1 |
| Nîmes               | 1–1 | 0–0 | 1–2 | 2–2 | 3–0 | 2–1 | 2–2 | 3–7 | 1–2 | 1–1 | 1–0 | —   | 1–1 | 1–1 | 2–1 | 1–1 | 2–2 | 0–3 | 1–0 | 3–0 |
| Paris Saint-Germain | 1–2 | 1–0 | 2–1 | 1–1 | 0–0 | 3–0 | 4–5 | 2–0 | 0–1 | 1–1 | 0–0 | 0–0 | —   | 3–2 | 2–0 | 3–1 | 3–1 | 2–0 | 5–1 | 1–0 |
| Rennes              | 1–3 | 4–1 | 0–2 | 1–1 | 1–1 | 1–1 | 0–0 | 1–2 | 1–2 | 2–1 | 1–2 | 2–1 | 0–1 | —   | 2–1 | 1–2 | 0–1 | 3–0 | 1–2 | 1–5 |
| Rouen               | 2–0 | 1–2 | 1–0 | 0–1 | 2–0 | 0–2 | 3–1 | 3–0 | 1–0 | 7–1 | 2–0 | 3–0 | 0–1 | 1–0 | —   | 1–1 | 1–0 | 2–2 | 1–1 | 3–1 |
| Saint-Étienne       | 0–0 | 0–2 | 0–2 | 1–0 | 1–0 | 0–4 | 2–0 | 2–2 | 0–1 | 1–0 | 0–0 | 3–1 | 2–3 | 1–0 | 1–0 | —   | 1–0 | 0–1 | 1–0 | 0–1 |
| Sochaux             | 3–0 | 2–0 | 3–1 | 2–0 | 0–1 | 2–2 | 1–0 | 2–0 | 1–1 | 0–1 | 0–1 | 4–1 | 2–1 | 1–0 | 1–1 | 1–1 | —   | 0–0 | 8–2 | 1–0 |
| Strasbourg          | 2–1 | 0–0 | 2–2 | 1–0 | 1–0 | 2–1 | 1–1 | 0–0 | 0–1 | 1–1 | 0–0 | 1–0 | 0–0 | 1–1 | 0–0 | 2–0 | 0–0 | —   | 2–0 | 1–3 |
| Toulon              | 1–0 | 1–0 | 1–0 | 0–0 | 2–2 | 3–0 | 0–3 | 0–0 | 1–3 | 0–0 | 1–1 | 3–1 | 1–0 | 0–1 | 1–0 | 0–1 | 1–0 | 1–3 | —   | 3–2 |
| Toulouse            | 0–2 | 4–0 | 1–3 | 1–0 | 0–0 | 2–0 | 2–1 | 3–1 | 1–1 | 1–0 | 3–1 | 5–0 | 1–1 | 3–1 | 2–0 | 2–1 | 0–0 | 1–0 | 1–3 | —   |

### Promoción de permanencia
| Equipo 1 | Agr. | Equipo 2      | Ida | Vuelta |
| -------- | ---- | ------------- | --- | ------ |
| RC Paris | 2–0  | Saint-Étienne | 0–0 | 2–0    |

- RC Paris asciende a Division 1, Saint-Étienne fue relegado a Division 2

Promovidos de la Division 2, quienes jugarán en la Division 1 1984/85:
- Tours FC: Campeón de la Division 2, ganador de la Division 2 grupo B
- Olympique Marseille: Subcampeón, ganador de la Division 2 grupo A
- RC Paris: Tercer lugar, ganador de la eliminatoria de ascenso.

## Goleadores
| #  | Jugador                  | Nacionalidad        | Club                   | Goles |
| -- | ------------------------ | ------------------- | ---------------------- | ----- |
| 1  | Patrice Garande          | Francia             | Auxerre                | 21    |
| -  | Delio Onnis              | Argentina           | Sporting Toulon Var    | 21    |
| 3  | Andrzej Szarmach         | Polonia             | Auxerre                | 20    |
| 4  | Bernard Lacombe          | Francia             | Bordeaux               | 18    |
| -  | Bernard Genghini         | Francia             | AS Monaco FC           | 18    |
| -  | Philippe Anziani         | Francia             | FC Sochaux             | 18    |
| 7  | Alain Giresse            | Francia             | Bordeaux               | 16    |
| -  | François Brisson         | Francia             | RC Lens                | 16    |
| 9  | Tony Kurbos              | RFS Yugoslavia      | FC Metz                | 15    |
| 10 | Jean-François Beltramini | Francia             | FC Rouen               | 14    |
| -  | Dieter Müller            | Alemania Occidental | Bordeaux               | 14    |
| 12 | Vahid Halilhodžić        | RFS Yugoslavia      | FC Nantes Atlantique   | 13    |
| 13 | Miroslaw Tlokinski       | Polonia             | RC Lens                | 12    |
| -  | Dušan Savić              | RFS Yugoslavia      | Lille                  | 12    |
| -  | Uwe Krause               | Alemania Occidental | AS Monaco FC           | 12    |
| 16 | Patrick Cubaynes         | Francia             | Nîmes Olympique        | 11    |
| -  | Gérard Soler             | Francia             | Toulouse FC            | 11    |
| 18 | Thierry Fernier          | Francia             | FC Sochaux             | 9     |
| -  | Gérard Lanthier          | Francia             | Auxerre                | 9     |
| -  | Michel N'Gom             | Senegal             | Paris Saint-Germain FC | 9     |
| -  | Dominique Rocheteau      | Francia             | Paris Saint-Germain FC | 9     |
| -  | Laurent Roussey          | Francia             | Toulouse FC            | 9     |
| -  | Yannick Stopyra          | Francia             | Stade Rennais          | 9     |